# جان کلمنتس (بازیکن فوتبال)
جان کلمنتس (انگلیسی: John Clements؛ ۳ نوامبر ۱۸۶۷ – ۱۹۴۵ (۷۷−۷۸ سال)) بازیکن فوتبال اهل بریتانیا بود.
از باشگاه‌هایی که در آن بازی کرده‌است می‌توان به باشگاه فوتبال نیوکاسل یونایتد، باشگاه فوتبال نوتس کانتی، و باشگاه فوتبال منچستر یونایتد اشاره کرد.